# Albano di Lucania
Albano di Lucania (Albánë in dialetto lucano) è un comune italiano di 1 287 abitanti della provincia di Potenza in Basilicata.

## Geografia fisica
Sorge a 899 m s.l.m. (sul monte San Leonardo) nella parte centro-occidentale della provincia e confina con la parte nord-orientale della provincia di Matera. Confina con i comuni di Campomaggiore (6 km), Trivigno (13 km), San Chirico Nuovo (15 km), Castelmezzano e Pietrapertosa (17 km), Tolve e Tricarico (MT) (18 km), Brindisi Montagna (20 km), Vaglio Basilicata (22 km) e Calciano (MT) (27 km).

## Origini del nome
Esistono varie ipotesi sull'origine del nome del paese. Alcune tesi indicano il nome derivante da un condottiero di origine albanese, altri dalla storica contessa Filippa D'Alba. La tesi più accreditata è quella che fa derivare il nome dalla nobile famiglia romana degli Albius.

## Storia
Le origini del paese sono molto incerte, a causa delle scarse documentazioni scritte.
Durante i secoli esso fu governato da varie famiglie di nobili origini. Fino al 1301 fu governato dalla famiglia della contessa Filippa D'Alba. Dal 1301 in poi Albano fu governata dai Pipino. Nei secoli XV e XVI Albano fece parte del feudo dei Sanseverino. Fino al 1800 Albano fu governata dai duchi Ruggiero.
Negli anni della seconda guerra mondiale, una famiglia di profughi ebrei austriaci (padre, madre e una bambina) furono confinati in soggiorno coatto a Albano. Furono liberati con l'arrivo dell'esercito alleato nel settembre 1943. 
Albano fu meta, nel 1956 e nel 1957, della spedizione etnografica in Basilicata di Ernesto de Martino. In particolare, dal 31 luglio al 17 agosto 1956, per lo studio antropologico dei canti popolari e del lamento funebre e dal 15 maggio al 10 giugno 1957, per un’indagine, comprensiva anche dei paesi limitrofi, sui guaritori e le loro clientele. Questa ricerca fu compendiata in un capitolo del libro Sud e magia.

### Simboli
Lo stemma d'Albano rappresenta in maniera stilizzata un albero, quasi certamente una quercia. La quercia vuole rappresentare il grande bosco che si estendeva nei dintorni di Albano nel passato e che vi si estende tuttora, seppur sfoltito dai vari campi adibiti ad un fine agricolo.
L'utilizzo di questo stemma dovrebbe risalire alla fine del XVI secolo, come testimonia uno stemma situato nel paese del 1581.
Il gonfalone è un drappo di azzurro.

## Monumenti e luoghi d'interesse

### Architetture religiose

#### Chiesa di Santa Maria Assunta
La chiesa di Santa Maria Assunta sembra sorgere su un precedente edificio di culto, quasi sicuramente una chiesa paleocristiana.
Successivamente, tra il 1200 e 1300, venne costruita la chiesa attuale, in stile romanico. Inizialmente era dedicata alla Madonna della Neve e dal 1924 in poi fu dedicata a Maria. La facciata principale della chiesa è chiusa dal 1924, realizzata in stile neoclassico ed in netto contrasto con il predominante stile romanico, con una facciata a capanna in pietra bianca con alcuni spioventi. Sulla facciata principale si apre un portale con un arco acuto, sovrastato da un rosone centrale e due laterali più piccoli, che illuminano l'interno della chiesa. Sulla facciata laterale destra si trova il portale minore, che funge anche da ingresso principale della chiesa da quando venne chiuso nel 1924 il portale maggiore. La chiesa ha anche un grande campanile in pietra del XVIII secolo con una cuspide del 1967, realizzata successivamente a un fulmine che abbatté la cuspide più antica nel 1963. Il campanile ha sei campane. Internamente l'edificio è costituito da tre navate con dodici altari minori e uno maggiore in marmo.

#### Cappella dell'Annunziata
La piccola chiesetta dell'annunziata è una cappella situata nei pressi della villa comunale. La cappella ospita vari oggetti liturgici tra cui un altare ligneo del XVII o XVIII secolo, una tela del XVII e una scultura lignea del XVI.

#### Santuario della Madonna delle Grazie
L'edificio è in pietra viva e per alcuni periodi dell'anno accoglie la statua della Madonna delle Grazie, assieme a un ritratto che la rappresenta.

#### Santuario della Madonna di Gis (Madonna del Gesù)
La nascita di questo santuario è incerta ma, secondo la tradizione orale, dovrebbe essere avvenuta fra il 1700 e il 1800.

### Siti archeologici

#### Scavi archeologici di Seroto
Nei dintorni di Albano, nel 1983, è stata rinvenuta una necropoli risalente al IV secolo a.C. La necropoli comprendeva cinque tombe, sotterrate da 1,50 a 3,50 metri sotto terra. Solamente tre avevano i resti di un cadavere. Tutti (tranne uno) i cadaveri rinvenuti avevano una caratteristica particolare: la testa era indirizzata ad est e il corredo funebre era situato ai piedi o lungo il fianco destro del defunto. Inoltre erano tutti supini.

#### Antichi mulini
Nei dintorni di Albano si trovano i resti di due grandi mulini. Uno è ad acqua e uno è forse a vento.
I mulini erano caratterizzati da un sistema di canali artificiali che convergevano presso un pozzo, sotto il quale si trovava una ruota che metteva in funzione delle pesanti macine di pietra.

#### Palmenti
I palmenti sono delle strutture a forma di vasca. Essi sono formati da grandi blocchi di pietra. Ad Albano se ne contano almeno un centinaio e la loro funzione ancestrale era quella di altari pagani.
I riti pagani che si svolgevano su questi palmenti erano sicuramente volti a placare l'ira degli dei o ingraziarseli. Durante le feste sacre venivano immolati i primogeniti di ogni famiglia oppure una fanciulla scelta a caso dopo alcune danze sacre.

#### Seggia del diavolo
Scultura monolitica che presenta fattezze demoniache. Come la Rocca del cappello essa è stata costruita per scopi e rituali-religiosi.

#### Grotta dell'Annunziata
Struttura religiosa risalente al VII e VIII secolo.

### Aree naturali

#### Rocca del cappello
La rocca del cappello è un esempio delle sculture naturali dei dintorni del paese.
Situata fra le Dolomiti lucane ed il Basentola Rocca del cappello è un monolito sovrastato da un masso a forma di cappello.

## Società

### Evoluzione demografica
Abitanti censiti

### Tradizioni e folclore

#### San Vito, San Modesto e Santa Crescenza
San Vito è il patrono d'Albano di Lucania. Il santo viene venerato e festeggiato il 15 giugno di ogni anno. la venerazione degli abitanti verso il santo è da far risalire al 1773, anno in cui la sacra congregazione dei riti elesse su richiesta del clero e del popolo d'Albano il santo come proprio protettore. San Vito viene venerato assieme ai santi Modesto e Crescenza.

#### San Rocco
Originariamente festeggiato il 18 settembre, attualmente viene celebrato il 18 agosto.

#### Madonna delle Grazie
La festa della Madonna delle grazie si celebra fra il 1° ed il 2 luglio. La celebrazione inizia già la terza domenica di maggio, quando la statua della Madonna delle Grazie viene condotto al suo santuario, situato nei pressi del paese. Da quel giorno un gruppo di devoti si reca ogni mattina a pregare e recitare il rosario al santuario. Il 1º luglio una processione giunge dal paese al Santuario. Alle 20:00 ricomincia la processione che trasporta la Madonna fino al paese, talvolta fino a tarda notte. Il giorno seguente in paese si celebra la festa.

#### Sant'Antonio Abate
La festa avviene il 17 gennaio, dove, nella piazza principale del paese, si accendono vari falò.

#### Sant'Antonio da Padova
La festa avviene il 13 giugno, con una processione anticamente accompagnata da animali (soprattutto asini).

## Infrastrutture e trasporti

### Strade
- Strada statale 407 Basentana
- Strada provinciale 16

### Ferrovie
- Stazione di Albano di Lucania, sulla ferrovia Battipaglia-Potenza-Metaponto